# 濱藥烈士紀念祠

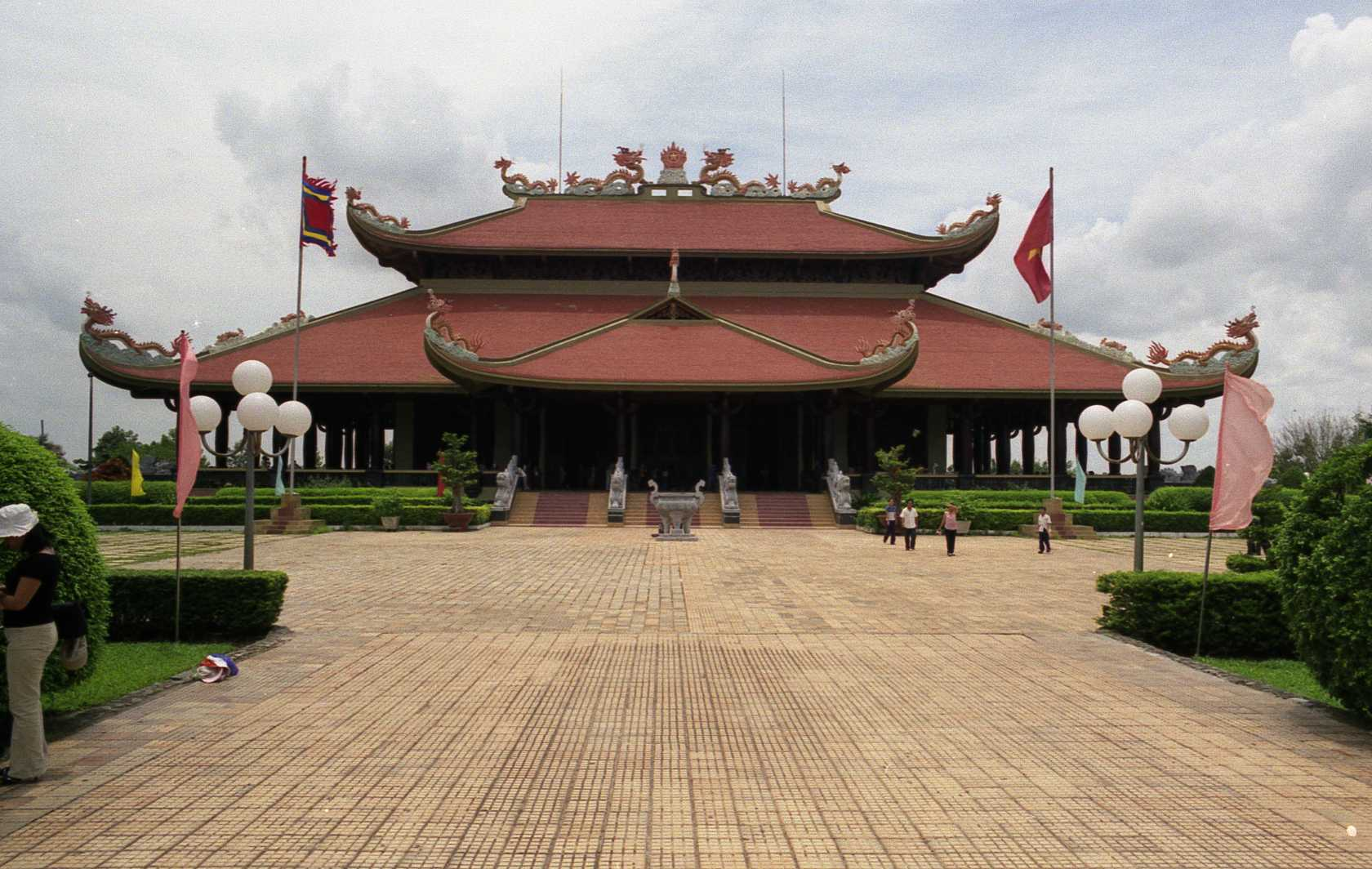
濱藥紀念祠

濱藥烈士紀念祠位於越南胡志明市纠支县，鄰近纠支地道，是越南共產黨為了慶祝國家統一二十周年興建的歷史文化工程。紀念祠於1993年5月19日動工，1995年12月19日完成第一階段工程，整個紀念祠佔地七萬平方米。